# 熊毛地区消防組合
熊毛地区消防組合（くまげちくしょうぼうくみあい）は、鹿児島県西之表市、熊毛郡中種子町、南種子町、屋久島町が組織する一部事務組合（消防組合）。西之表市に消防本部を設置している。

## 概要

### 所在地
- 消防本部・西之表消防署 - 〒891-3116

鹿児島県西之表市鴨女町248番地
- 中種子分遣所 - 〒891-3604

鹿児島県熊毛郡中種子町野間4310番地
- 南種子分遣所 - 〒891-3701

鹿児島県熊毛郡南種子町中之上2456番地1
- 屋久島北分遣所 - 〒891-4205

鹿児島県熊毛郡屋久島町宮之浦1593番地3
- 屋久島南分遣所 - 〒891-4404

鹿児島県熊毛郡屋久島町尾之間156番地

### 管内の概要
- 管内人口 : 41,496人
  - 西之表市 - 15,324人
  - 中種子町 - 7,991人
  - 南種子町 - 5,636人
  - 屋久島町 - 12,545人

2018年（平成30年）4月1日現在
- 管内世帯数 : 21,814世帯
  - 西之表市 - 7,979世帯
  - 中種子町 - 4,261世帯
  - 南種子町 - 2,957世帯
  - 屋久島町 - 6,617世帯

2018年（平成30年）4月1日現在
- 管内面積 : 993.68 km2
  - 西之表市 - 205.66 km2
  - 中種子町 - 137.18 km2
  - 南種子町 - 110.36 km2
  - 屋久島町 - 540.48 km2

2018年（平成30年）10月1日現在

## 沿革
- 1988年（昭和63年）4月1日 - 熊毛地区消防組合が発足。
- 1992年（平成4年）3月 - 南種子町で緊急用ヘリポートが完成。
- 1993年（平成5年）2月 - 西之表市で緊急用ヘリポートが完成。
- 2015年（平成27年）4月1日 - 消防救急デジタル無線の運用を開始。

## 組織
消防職員の実員は、2018年（平成30年）4月1日現在、99人となっている。
- 消防長
  - 消防次長
    - 総務課
    - 警防課
      - 警防救助係
      - 救急係

    - 予防課
      - 予防係
      - 危険物係

    - 西之表消防署
      - 分隊（1分隊・2分隊・3分隊）
      - 分遣所（中種子・南種子・屋久島北・屋久島南）

## 配置車両
- 指令車 - 1
- 指揮広報車 - 5
- タンク車 - 5
- 10t水槽車 - 3
- 消防ポンプ付救助工作車 - 1
- 高規格救急車 - 9
- 救急車 - 1
- 資機材搬送車 - 1